# Lars Laurenius
Lars Laurenius, född 12 april 1792 i Kärna församling, Östergötlands län, död 3 april 1866 i Linköpings församling, Östergötlands län, var en svensk präst i Slaka församling och Landeryds församling och domprost i Linköpings församling. 

## Biografi
Lars Laurenius föddes 12 april 1792 i Kärna församling. Han var son till prosten Per Laurenius och Sophia Christina Wistenius i Östra Stenby församling. Laurenius studerade i Linköping och blev 6 mars 1810 student vid Uppsala universitet, Uppsala. Han avlade filosofie magister 15 juni 1815 och teologie kandidat 1819. Laurenius blev 4 februari 1822 docent i teologiska prenotioner och kyrkohistoria vid Uppsala universitet. Han prästvigdes i Uppsala 23 juni 1822 och blev 15 maj 1824 andre teologie lektor i Linköping, tillträde direkt. År 1825 tog han pastoralexamen och blev 17 juni 1825 kyrkoherde i Slaka församling, Slaka pastorat, tillträde 1826. Laurenius blev 16 maj 1836 kyrkoherde i Landeryds församling, Landeryds pastorat, tillträde 1836 och blev 1844 teologie doktor. Laurenius blev 3 augusti 1846 domprost i Linköpings församling, tillträde 1848 och ledamot av Nordstjärneorden 1850. Han avled 3 april 1866 i Linköping och begravdes 12 april i Linköpings domkyrka med likpredikan av biskop Ebbe Gustaf Bring. En sten på gamla kyrkogården visar hans vilostad. Ett minnestal hölls på prästmötet 1868 av kyrkoherden Magnus Westergren i Konungsunds församling.
Laurenius var kanslist i prästeståndets riksdagarna 1817–1818 och 1823. Han var riksdagsman 1834, 1840, 1844 och 1847. Laurenius predikade vid jubelfesten 1830 i Linköping och hade första rummet på förslag till biskop i Linköpings stift 1861.

### Familj
Laurenius gifte sig 9 september 1828 med Eva Wilhelmina Fredrika Bergenstråhle (1809–1867). Hon var dotter till löjtnanten Nils Fredrik Bergenstråhle och Elisabeth Margaretha Tisell. De fick tillsammans barnen Per Fredrik Hugo (1830–1899), Lars Wilhelm Rudolf (1832–1852), Sophia Margareta Charlotta, Carl Samuel Tiodolf (1836–1854) och Johan Martin Philip (1837–1887).